# Wynberg
Wynberg è un sobborgo meridionale della città sudafricana di Città del Capo, nella provincia del Capo Occidentale.

## Storia
Nel 1683 i terreni lungo il fiume Liesbeek furono affidati a Herman Weeckens da Simon van der Stel. Il podere che andarono a formare prese il nome di De Oude Wijnbergh ("Monte del vecchio vino").